# Orion (Rebsorte)
Die Weißweinsorte Orion ist eine Neuzüchtung zwischen Optima und Villard Blanc. Die Kreuzung erfolgte im Jahr 1964 durch Gerhardt Alleweldt am Institut für Rebenzüchtung Geilweilerhof in Siebeldingen / Pfalz. Die Sorte erhielt im Jahr 1994 den Sortenschutz und wurde im gleichen Jahr in die Sortenliste eingetragen. Der Name leitet sich vom Sternbild Orion ab.
Orion ist ähnlich frostbeständig wie Riesling und ausreichend resistent gegen Mehltau (Falscher Mehltau und Echter Mehltau). In Deutschland sind ca. 4 Hektar Rebfläche bestockt (Stand 2007); kleine Bestände gibt es auch in Südengland, Schweiz, Dänemark und in den Niederlanden.
Der blumig, frische Wein ähnelt im Typ dem Müller-Thurgau. Die Weine von Orion neigen zu etwas rascherer Alterung, weshalb eine allzu lange Lagerung vermieden werden sollte.
Siehe auch die Artikel Weinbau in Deutschland, Weinbau in der Schweiz und Weinbau im Vereinigten Königreich sowie die Liste von Rebsorten.

## Verbreitung
Innerhalb Deutschlands verteilt sich die bestockte Rebfläche wie folgt:
| Weinbaugebiet          | Rebfläche (Hektar) |
| Ahr                    | -                  |
| Baden                  | unter 0,5          |
| Franken                | unter 0,5          |
| Hessische Bergstraße   | -                  |
| Mittelrhein            | unter 0,5          |
| Mosel                  | unter 0,5          |
| Nahe                   | unter 0,5          |
| Pfalz                  | unter 0,5          |
| Rheingau               | -                  |
| Rheinhessen            | 3                  |
| Saale-Unstrut          | -                  |
| Sachsen                | unter 0,5          |
| Württemberg            | -                  |
| TOTAL Deutschland 2007 | 4                  |

Quelle: Rebflächenstatistik vom 13. März 2008, Statistisches Bundesamt, Wiesbaden 2008 in Beschreibende Sortenliste des Bundessortenamtes 2008, Seite 198ff.